# Ліріо
Ліріо (італ. Lirio) — муніципалітет в Італії, у регіоні Ломбардія,  провінція Павія.
Ліріо розташоване на відстані близько 440 км на північний захід від Рима, 55 км на південь від Мілана, 22 км на південь від Павії.
Населення — 124 особи (2014).

## Демографія
Населення за роками:

Станом на 1 січня 2023 року в муніципалітеті офіційно проживало 16 іноземців з 2 країн, серед них 13 громадян країн Євросоюзу та 3 громадяни України.

## Сусідні муніципалітети
- Монтальто-Павезе
- Монтекальво-Версіджа
- П'єтра-де'-Джорджі
- Санта-Марія-делла-Верса